# 다카라다 사오리
다카라다 사오리(일본어: 宝田 沙織, 1999년 12월 27일 ~ )는 일본의 여자 축구 선수이다. 포지션은 공격수이며, 현재 나데시코 리그 2부의 세레소 오사카 사카이 레이디스에서 활동하고 있다.

## 클럽 경력
2013년에 세레소 오사카에 입단했다.

## 국가대표팀 경력
요르단에서 개최된 2016년 FIFA U-17 여자 월드컵에서 5경기에 출전하여 2골을 기록했다. 일본은 해당 대회의 결승전에서 승부차기 끝에 조선민주주의인민공화국에 패배하면서 준우승을 차지했다. 프랑스에서 개최된 2018년 FIFA U-20 여자 월드컵에서는 6경기에 모두 출전하여 5골을 기록했다. 일본은 해당 대회의 결승전에서 스페인을 누르고 우승을 차지했으며 다카라다 사오리는 해당 대회의 실버볼과 브론즈슈를 수상했다.
2019년 5월에는 프랑스에서 개최된 2019년 FIFA 여자 월드컵 개막을 앞두고 부상당한 우에키 리코를 대신하여 일본 여자 축구 국가대표팀 명단에 포함되었다. 2019년 6월 10일에 열린 아르헨티나와의 본선 조별 리그 경기에 처음 출전했다. 2020년 하계 올림픽에도 출전했다.

## 통계
| 일본 | 일본 | 일본 |
| 연도 | 출전 | 득점 |
| ---- | ---- | ---- |
| 2019 | 3    | 0    |
| 2020 | 0    | 0    |
| 2021 | 7    | 1    |
| 2022 | 10   | 0    |
| 2023 | 2    | 0    |
| 통산 | 22   | 1    |